# Longisquama
Genre
Espèce
Longisquama (« longues écailles » en latin) est un genre éteint de reptiles ayant vécu au début du Trias supérieur, il y a environ entre 230 à 225 Ma (millions d'années),.

## Description

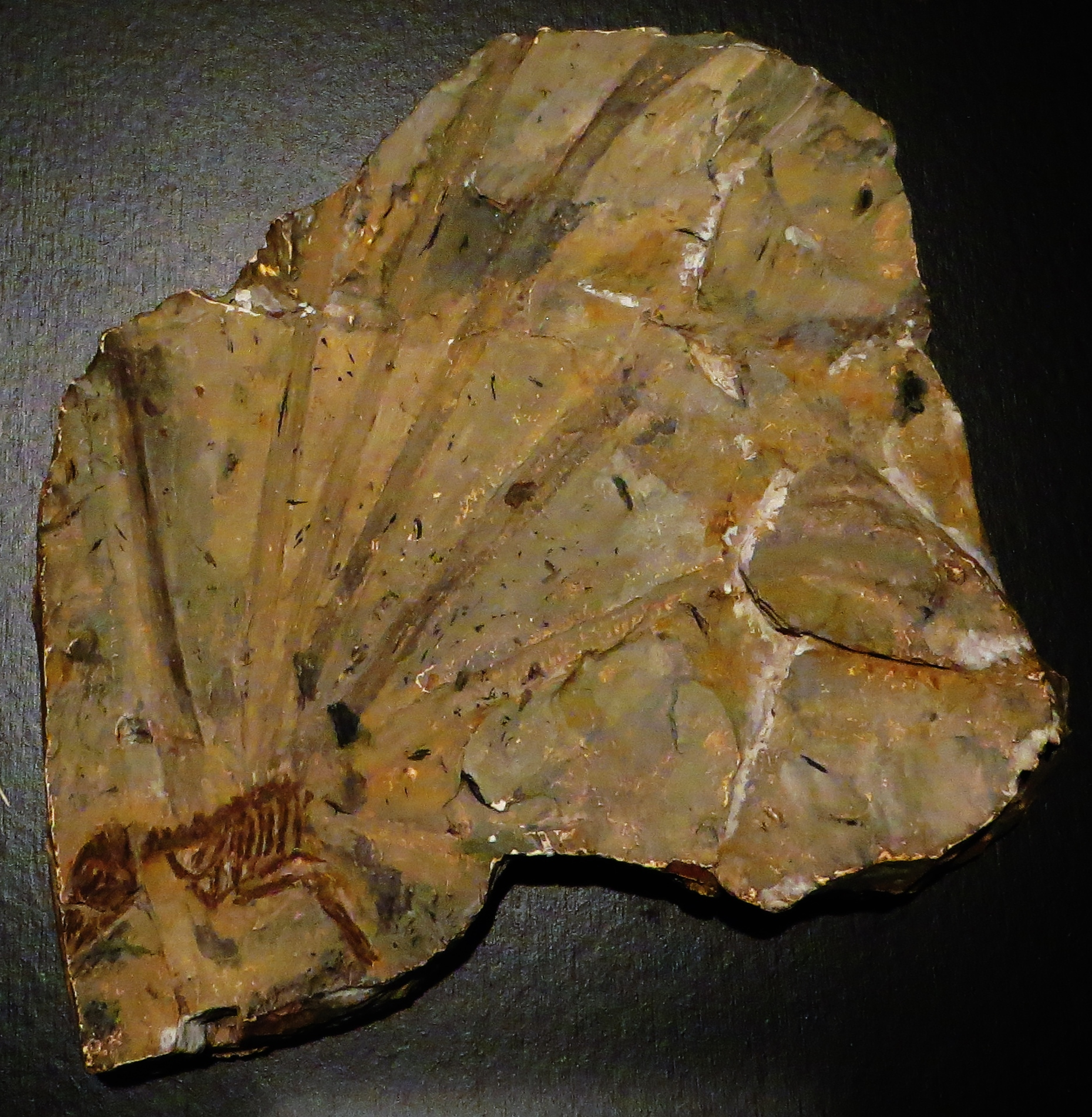
Moulage de l'holotype de Longisquama insignis.

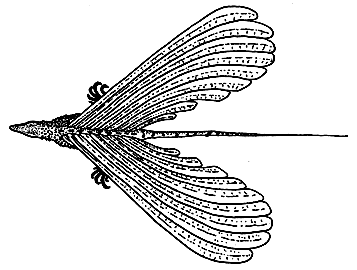
Dessin interprétatif, en vue dorsale, des écailles de Longisquama.

Animal étrange ressemblant à un lézard, Longisquama disposait sur son dos d'une rangée de longues structures tégumentaires ou écailles partant vers le haut et formant un V. Ces écailles ont été un temps interprétées comme des plumes.
Quelques scientifiques suggèrent que Longisquama pouvait coucher ses longues écailles sur le côté pour planer sur de petites distances, comme le font actuellement certains lézards. Il avait de longs doigts crochus surmontés de petites griffes.
Il mesurait 15 centimètres.
Il fait partie de l'ordre des Prolacertiformes et de la famille des longisquamidés (Longisquamidae).
Ses restes fossiles ont été découverts en Asie, au Kirghizistan.